# Небитлидже
Небитлидже — нефтегазовое месторождение в Туркменистане. Расположено в Балканской области, в юго-западной части страны. Открыто в 2001 году.
Относится к Западно-Туркменской нефтегазоносной области.
Нефтеносность связана с отложениям плиоценового возраста. Залежи на глубине 2,8-3,2 км. Начальные запасы нефти составляет 50 млн тонн.
Оператором месторождение являться туркменская нефтяная компания Туркменнефть. Добыча нефти в 2008 году составила 0,3 млн тонн, а газа 1 млн. м³.